# Botulismo

Il botulismo è una rara ma grave malattia neuro-paralitica acquisita causata dalla tossina botulinica prodotta da clostridi, il più comune è il Clostridium botulinum. Casi di botulismo sono stati riportati in Asia, Australia, Europa, Nord e Sud America.

## Etimologia
La malattia prende il nome dal termine latino botulus (salsiccia) perché la sua descrizione fu associata inizialmente al consumo di salsicce preparate in casa.

## Storia
Clostridium botulinum, il più noto tra i clostridi produttori di tossine botuliniche, è stato descritto per la prima volta nel 1897 da Emile van Ermengem, in seguito a un focolaio di botulismo alimentare verificatosi nella cittadina belga Ellezelles, in occasione di un funerale. I vari tipi di tossine botuliniche sono stati identificati tra il 1919 e il 1970. Il botulismo infantile invece venne riconosciuto per la prima volta solo nel 1976.
In Italia il botulismo è una malattia a notifica obbligatoria dal 1975. Nel 1990, a seguito della riorganizzazione del sistema informativo delle malattie infettive e diffusive, il botulismo è stato inserito tra le malattie di classe I, per le quali è richiesta la segnalazione da parte del medico all’azienda sanitaria entro 12 ore dalla formulazione della diagnosi, seguendo un flusso informativo che coinvolge la Regione, il Ministero della Salute e l’Istituto Superiore di Sanità.
Dal 1975 al 1991 i casi di botulismo venivano notificati al sistema di sorveglianza nazionale. Tra il 1991 e il 1996 sono state adottate definizioni di caso in accordo con quanto riportato dai Centers for Disease Control and Prevention americani. Nel 1996 il Ministero della Salute ha pubblicato una circolare sulle misure di prevenzione e controllo delle intossicazioni da botulismo adottando specifiche definizioni di caso. Tale circolare è stata aggiornata nel 2012 contemplando le definizioni di caso armonizzate a livello europeo, in ottemperanza alla Decisione della Commissione Europea 2002/253/EC e successive modifiche e integrazioni apportate nel 2003, 2008 e 2009.
Le definizioni di caso attualmente in uso a livello nazionale sono conformi alla Decisione di esecuzione (UE) 2018/945. Il Ministero della Salute, con la lettera n.702/91.64/2/619 della Direzione Generale Igiene degli Alimenti e Nutrizione del luglio 1988 e successivamente con le circolari del 1996 e del 2012, ha istituito il Centro Nazionale di Riferimento per il Botulismo (CNRB), presso il Dipartimento di Sicurezza Alimentare, Nutrizione e Sanità Pubblica Veterinaria (DSANV) dell’Istituto Superiore di Sanità. Inoltre il DPCM 03/03/2017 “Identificazione dei sistemi di sorveglianza e dei registri di mortalità, di tumori e di altre patologie”, ha istituito presso l’Istituto Superiore di Sanità il sistema di sorveglianza nazionale del botulismo.
Le modalità di notifica sono state recentemente modificate a seguito della pubblicazione del Decreto del Ministero della Salute 7 marzo 2022 “Revisione del sistema di segnalazione delle malattie infettive (PREMAL)” in ottemperanza al quale, ogni azienda sanitaria può inserire i dati direttamente nella piattaforma PREMAL, aggiornando il sistema in tempo reale.
Nel 2016, al fine di contenere il numero di casi, l'Istituto Superiore della Sanità, attraverso il Centro Nazionale di Riferimento per il Botulismo, ha pubblicato e le "Linee Guida per la corretta preparazione delle conserve alimentari in ambito domestico".
Nel 2015 il CDC diede vita ad una commissione tecnica composto da esperti degli aspetti clinici, epidemiologici e di laboratorio della malattia e dei campi correlati, nonché ad una commissione interna che avevano il compito di redigere le linee guida per il trattamento del botulismo dando priorità alla caratterizzazione dei segni clinici della malattia, alla metodologia per il monitoraggio dei pazienti con sospetta forma d botulismo, ovvero allo stabilire l'efficacia e la sicurezza dell'antitossina. Il lavoro dei due gruppi era incentrato sulle donne in gravidanza e i bambini. Durante tutte le fasi di stesura del documento i due gruppi riportavano ad una commissione composta da rappresentanti delle agenzie federali, inclusi l'Assistant Secretary for Preparedness and Response, la Biomedical Advanced Research and Development Agency il Dipartimento della Sicurezza Nazionale, la Food and Drug Administration (FDA) e i National Institutes of Health.
Il documento finale si basa su sei revisioni sistematiche degli aspetti clinici della malattia, botulismo infantile, botulismo in gravidanza, studi epidemiologici dei focolai di botulismo, l'efficacia dell'antitossina e le reazioni allergiche all'antitossina. Vennero pubblicate le revisioni e altri nove manoscritti su vari argomenti collegati alla malattia.
In Svizzera vige l’obbligo di dichiarazione entro due ore per i casi di botulismo alimentare. I medici che hanno il sospetto di botulismo alimentare sono tenuti a dichiararlo immediatamente al medico cantonale e all'Ufficio Federale della Sanità Pubblica al fine di identificare rapidamente l’alimento contaminato e a prevenire ulteriori casi d'intossicazione. Per il botulismo da ferita e infantile non vi è invece obbligo di notifica.

## Epidemiologia
I dati dimostrano che la tossina di tipo A è responsabile del 34% dei casi, la B per il 16%, l'E per il 17% e la F per l'1%. Una media del 34% dei casi ha avuto necessità della ventilazione meccanica. Gli unici casi di botulismo umano legato alla tossina di tipo C e D sono stati registrati negli anni '50.
Secondo dati del ECDC, in Europa i casi di botulismo sono generalmente bassi: 200 casi all'anno (0,03 casi ogni 100 000 persone). I tassi maggiori nel periodo 2007-2017 si sono registrati in Polonia e Lituania. Il maggior numero di casi è legato ad infezioni da ferita in tossicodipendenti. Il botulismo infantile, è raro e affligge bambini al di sotto dei due anni di età, principalmente sotto i 6 mesi.
L'Italia è tra i paesi con il più alto numero di casi di botulismo alimentare: dal 1986 al 30 settembre 2022 sono stati confermati 406 incidenti che hanno coinvolto 599 persone. Il botulismo rimane un problema di salute pubblica a causa della tradizione consolidata di preparare le conserve alimentari in casa. Gli alimenti maggiormente coinvolti appartengono alla categoria delle conserve di vegetali in olio (47,7%), conserve vegetali in acqua/salamoia (25,5%), conserve di carne (7,8%), conserve di pesce (7,8%), prosciutto (4,6%) salami e salsicce (3,3%), conserve di formaggio (2,0%), alimenti macrobiotici (1,3%). Le preparazioni più frequentemente implicate sono le conserve di funghi in olio di produzione domestica. Sono altresì molto frequenti le conserve di olive e di cime di rapa.
In Svizzera il botulismo è molto raro: si registrano uno o due casi l’anno.
Negli Stati Uniti:
- i casi di botulismo alimentare sono generalmente 110 l'anno in 46 stati, inclusi Porto Rico e Washington. California, Washington, Colorado, Oregon e Alaska sono gli stati in cui sono stati registrati circa il 50% di tutti i casi dal 1950. In Alaska questa forma di botulismo è un problema di salute pubblica tra i nativi.
- i casi di botulismo infantile sono generalmente 110 l'anno con un'età media del paziente di 13 settimane. Maschi e femmine ne sono affetti in egual misura. I bambini affetti generalmente hanno un peso maggiore alla nascita, nascono da genitori di razza caucasica, in età avanzata e di educazione superiore, sono allattati al seno, nati da una normale gravidanza, e senza anomalie congenite. Cluster di casi sono stati identificati in aree suburbane negli stati orientali e in alcune piccole cittadine e aree rurali occidentali.
- i casi di botulismo da ferita sono circa 110 l'anno. I pazienti hanno un'età compresa tra i 23 e i 58 anni con un'età media di circa 41. Ne sono maggiormente affette le donne. Gli stati principalmente afflitti sono quelli occidentali, specialmente la California dove, tra gli anni '80 e '90, il numero di casi è aumentato a causa dell'aumento dell'uso di eroina.

A Taiwan, tra il 2007 e il 2016 sono stati confermati 46 casi totali con un picco di 11 casi l'anno nel 2008 e ne 2011.

## Eziologia

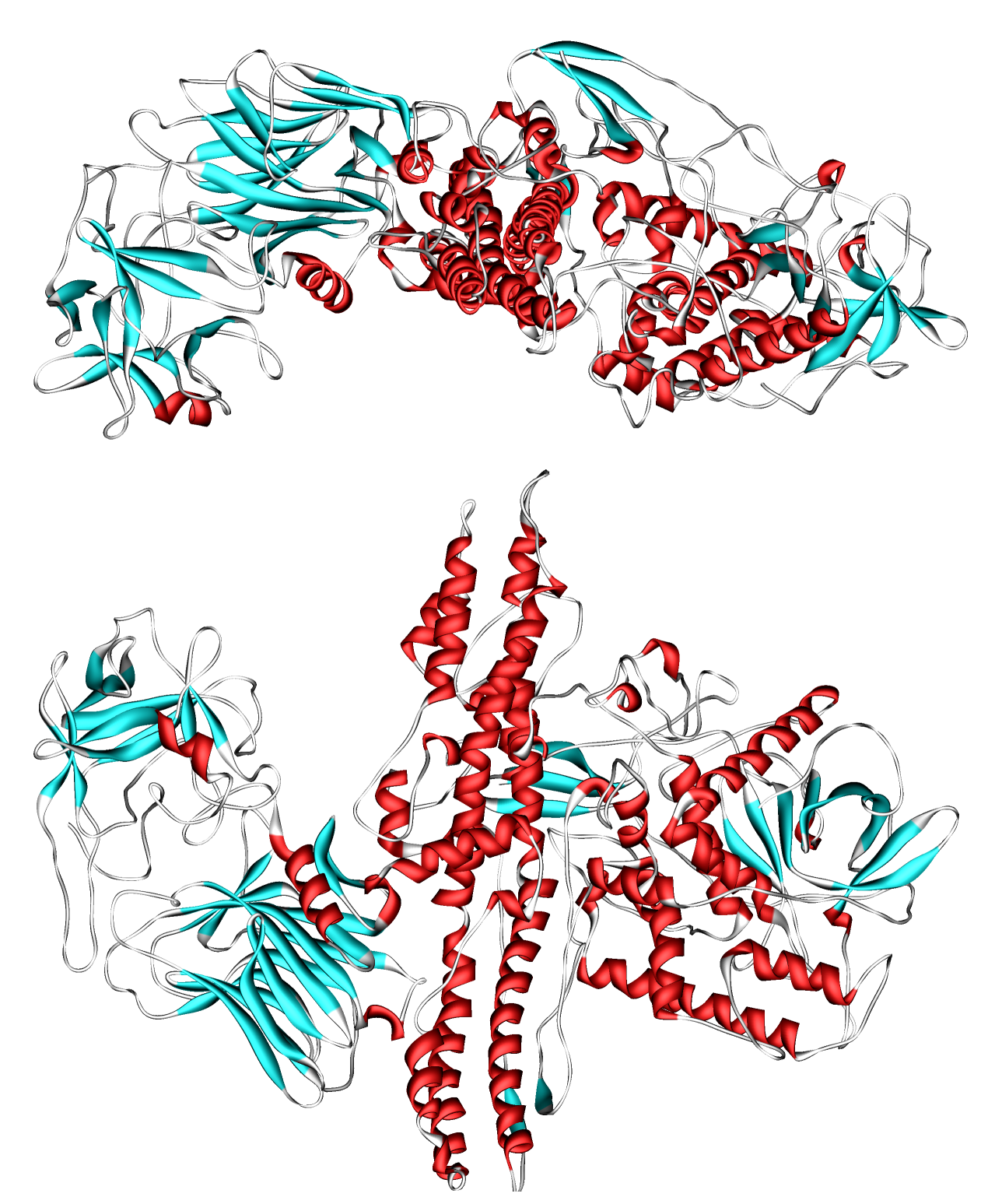
Tossina botulinica 3BTA

Gli agenti eziologici della malattia sono le tossine botuliniche (BoNT), di cui esistono 9 forme diverse, che in funzione della loro variabilità di sequenza possono essere classificate in oltre 40 sub-tipi, :
- tipo A, B, E, F, G e ibrido F/A -> responsabili delle forme di botulismo nell'uomo
- tipo C e D -> responsabili delle forme di botulismo negli animali (cavalli, mucche, anatre e polli)
- tipo X

Si tratta di proteine globulari che si disattivano al calore, resistenti alla degradazione da parte dell'acidità gastrica e degli enzimi proteolitici, che vengono prodotte naturalmente dai ceppi batterici appartenenti al genere Clostridium e denominati "clostridi produttori di BoNT" (es. C. baratii e C. butyricum). Generalmente i ceppi batterici di C. botulinum producono un solo tipo di tossina, ma sono stati identificati ceppi in grado di produrne anche due. Negli ultimi anni, grazie al sequenziamento genetico, sono state identificate due proteine simili alle tossine botuliniche in ceppi di C. botulinum e Enterococcus faecium.
La tossina dopo essere penetrata nell'organismo viene trasportata alle terminazioni nervose colinergiche periferiche, incluse le giunzioni neuromuscolari, le terminazioni nervose postgangliniche parasinergiche e i gangli periferici. A livello delle giunzioni neuromuscolari la tossina botulinica attiva una serie di reazioni che includono:
1. il legame con catene pesanti a livello del neurone
2. trasporto all'interno della cellula mediante endocitosi mediata da recettori
3. traslocazione nel citosol
4. scissione di specifiche proteine che intervengono nel rilascio dell'acetilcolina

Quali proteine siano interessate dipende da quale tipo di tossina è coinvolta. Le dimensioni della tossina sono probabilmente responsabili della sua incapacità di attraversare la barriera emato-encefalica.
La tossina botulinica di tipo A è responsabile dei casi più gravi della malattia, mentre quella di tipo B ha effetti più leggeri. Ricerche condotte in laboratorio su tessuti umani dimostrano che la tossina botulinica di tipo C blocca la trasmissione neuromuscolare, ma non viene assorbita a livello gastrointestinale. Non sono mai stati riportati casi di botulismo umano legato alla tossina G. La tossina di tipo E è generalmente collegata al consumo di pesce e provoca forme di botulismo di diversa gravità che spesso includono sintomi intestinali. Casi legati alla tossina di tipo F sono molto rari e comportano una progressione molto rapida dei sintomi, una paralisi estesa ed insufficienza respiratoria con tempi di recupero più rapidi.
La dose letale 50 (DL50) per la tossina botulinica cristallina purificata di tipo A per un uomo di 70 kg è stimata pari a 70 μg per somministrazione orale e 0,80 – 0.90 μg se inalata.
Nonostante i segni clinici e i sintomi siano sempre gli stessi, si distinguono sei diverse forme di botulismo umano in base alla via d'ingresso della tossina nell'organismo:
1. botulismo alimentare legato all'ingestione di cibi contaminati
2. botulismo da ferita legato alla colonizzazione delle ferite ad opera del C. botulinum e alla successiva produzione di tossine in situ
3. botulismo infantile legato alla colonizzazione del lume intestinale e alla conseguente produzione di tossine nei bambini, specialmente dopo l'ingestione di miele
4. botulismo da colonizzazione intestinale dell’adulto forma di botulismo molto rara, simile al botulismo infantile, che colpisce invece soggetti adulti
5. botulismo iatrogeno conseguente l'uso non corretto delle tossine botuliniche per scopi terapeutici o cosmetici
6. botulismo da inalazione di BoNT, accidentalmente o deliberatamente rilasciate, legate all'inalazione della tossina sotto forma di aerosol

La malattia non viene trasmessa da persona a persona.

## Botulismo animale
Gli animali possono contrarre la malattia ingerendo la tossina o il batterio che la produce. L'infezione viene anche trasmessa dai vermi necrofagi che si cibano delle carcasse di animali infetti accumulando la tossina nel proprio organismo.
Il cavallo risulta essere la specie maggiormente suscettibile alla malattia che si presenta unicamente in tre forme: alimentare (la più diffusa), da ferita e da colonizzazione intestinale. La prognosi è raramente favorevole con la maggior parte degli animali che devono essere abbattuti poche ore dopo la comparsa dei sintomi. La prognosi differenziale nei cavalli deve considerare anche la disfagia e la debolezza neuromuscolare simmetrica.
Ogni anno sono circa 10 000-50 000 i volatili affetti dalla malattia, per la maggior parte si tratta di anatre, benché vi siano anche casi di botulismo in strolaghe, oche e gabbiani. Cani, gatti e maiali sono particolarmente resistenti. I sintomi includono:
- debolezza progressiva
- paralisi flaccida dei muscoli scheletrici
- paralisi respiratoria
- paralisi cardiaca

Il botulismo legato alla tossina di tipo C è comune tra le gli uccelli acquatici nella tarda estate, mentre quella di tipo E colpisce soprattutto le specie dei Grandi Laghi in autunno.

## Fattori di rischio

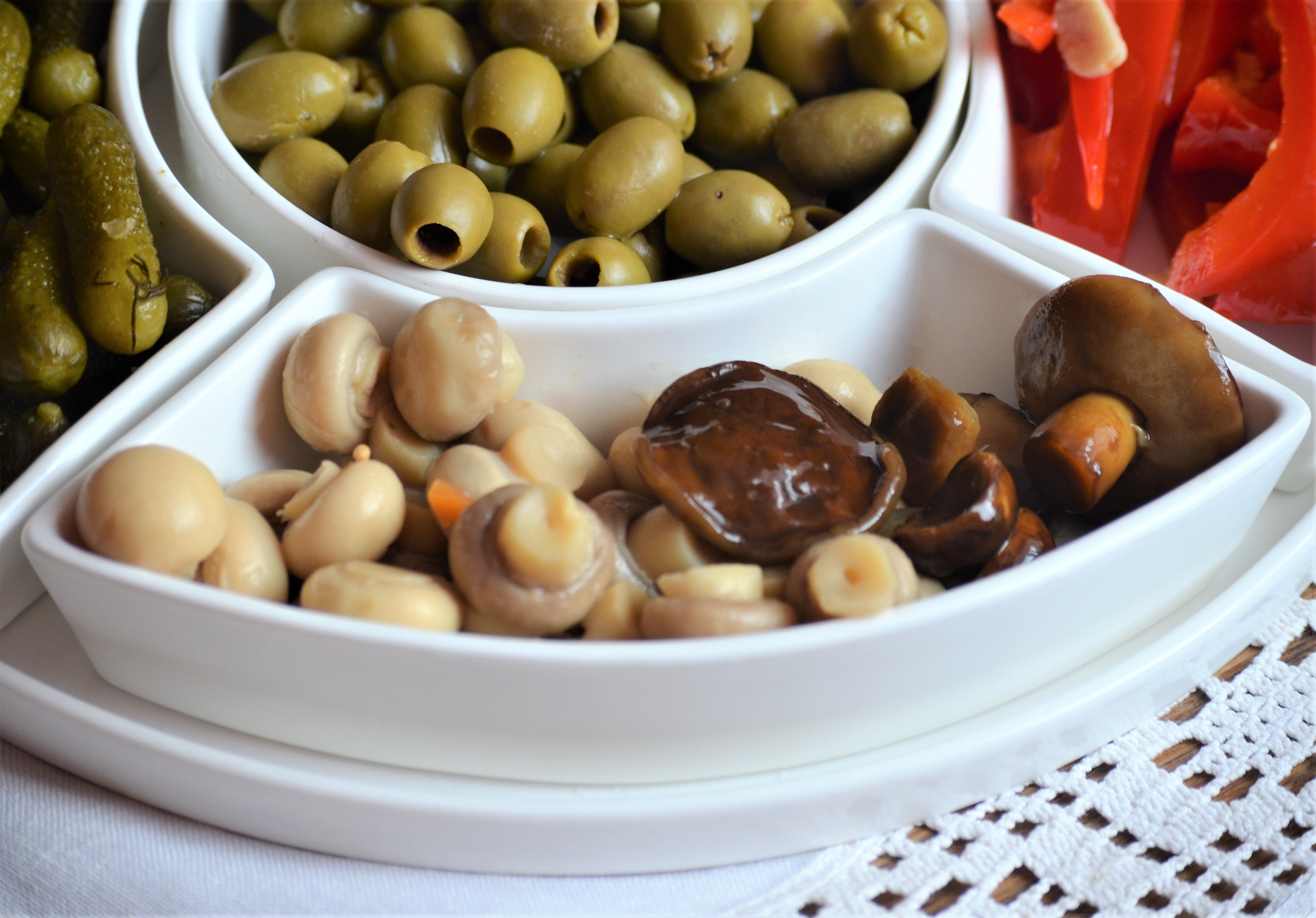
Prodotti sott'aceto

Secondo l'istituto superiore di sanità il botulismo viene classificato dal punto di vista patogenetico in 5 categorie e sono:
- botulismo alimentare, dovuto all'assunzione di alimenti contaminati con le tossine botuliniche
- botulismo da ferita, dovuto all'assorbimento di tossine prodotte dal Clostridium botulinum in una ferita infetta
- botulismo infantile, conseguente la germinazione e produzione di tossine da parte dei clostridi produttori di tossine botuliniche nel lume intestinale di lattanti con età inferiore ad un anno
- botulismo da colonizzazione intestinale dell'adulto, conseguente la germinazione e produzione di tossine da parte dei clostridi produttori di tossine botuliniche nel lume intestinale di ragazzi ed adulti
- botulismo iatrogeno, conseguente l'uso non corretto delle tossine botuliniche per scopi terapeutici o cosmetici

Uno studio dell’istituto superiore di sanità ha dimostrato che esistono alcuni nuovi ed emergenti fattori di rischio per la malattia:
- comparsa di casi di botulismo tra gli studenti fuori sede, sede, si tratta quasi esclusivamente di studenti maschi che dalle regioni meridionali (più frequentemente Puglia) si spostano per motivi di studio al nord e portano con sé (o si fanno mandare) conserve alimentari
- casi di botulismo sono stati registrati fra la popolazione immigrata, soprattutto tra la popolazione maschile nei periodi successivi alle vacanze natalizie e alle ferie estive, a causa di prodotti tipici dei Paesi d'origine che sono relativamente sicuri nei Paesi di produzione, soprattutto se freddi, ma possono diventare pericolosi se conservati a temperature inappropriate per lunghi periodi
- sono stati registrati casi di botulismo correlati al consumo di alimenti multi-ingrediente, fenomeno quasi esclusivamente correlato al consumo di panini farciti in cui sono presenti salse e creme preparate a partire da componenti che presentano caratteristiche chimico-fisiche molto diverse e che possono diventare pericolosi se mescolati in maniera inappropriata
- nell’ampio panorama di prodotti alimentari tradizionali quelli che destano maggiore preoccupazione sono quelli fermentati, perché spesso conservati a temperatura ambiente per mesi oppure anni. Qualora la fermentazione venga condotta correttamente, soprattutto nelle fasi iniziali, i prodotti che ne derivano sono sicuri, mentre se le ricette tradizionali vengano rivisitate diminuendo ad esempio i quantitativi di sale o di aceto per ottenere prodotti più gradevoli al palato, possono innescarsi processi fermentativi non corretti o addirittura può essere favorito lo sviluppo di microrganismi patogeni

Per ognuno dei punti precedenti l'ISS non sottolinea nessuna situazione di emergenza ma un registrato aumento di casi facenti parte delle precedenti casistiche.

## Clinica
La diagnosi è essenzialmente clinica e si basa sull’attenta osservazione dei segni clinici e dei sintomi riferiti dal paziente, nonché della sua storia alimentare.

### Segni e sintomi

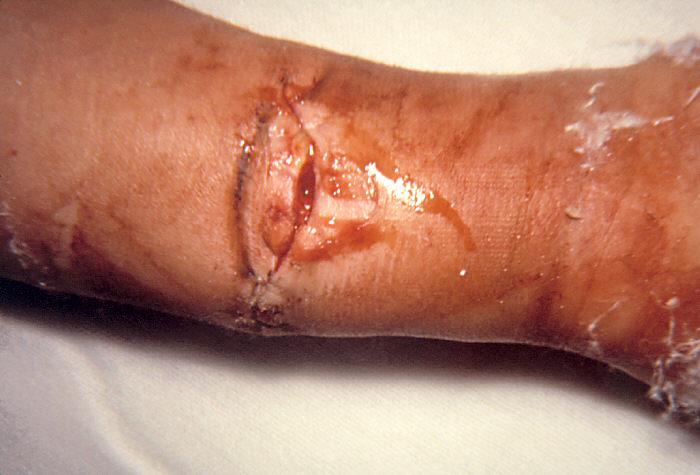
Botulismo da ferita

Segni e sintomi comuni della malattia sono:
- difficoltà di deglutizione
- debolezza muscolare
- midriasi bilaterale
- diplopia
- ptosi
- vista offuscata
- disartria
- difficoltà respiratorie
- difficoltà nel movimento oculare

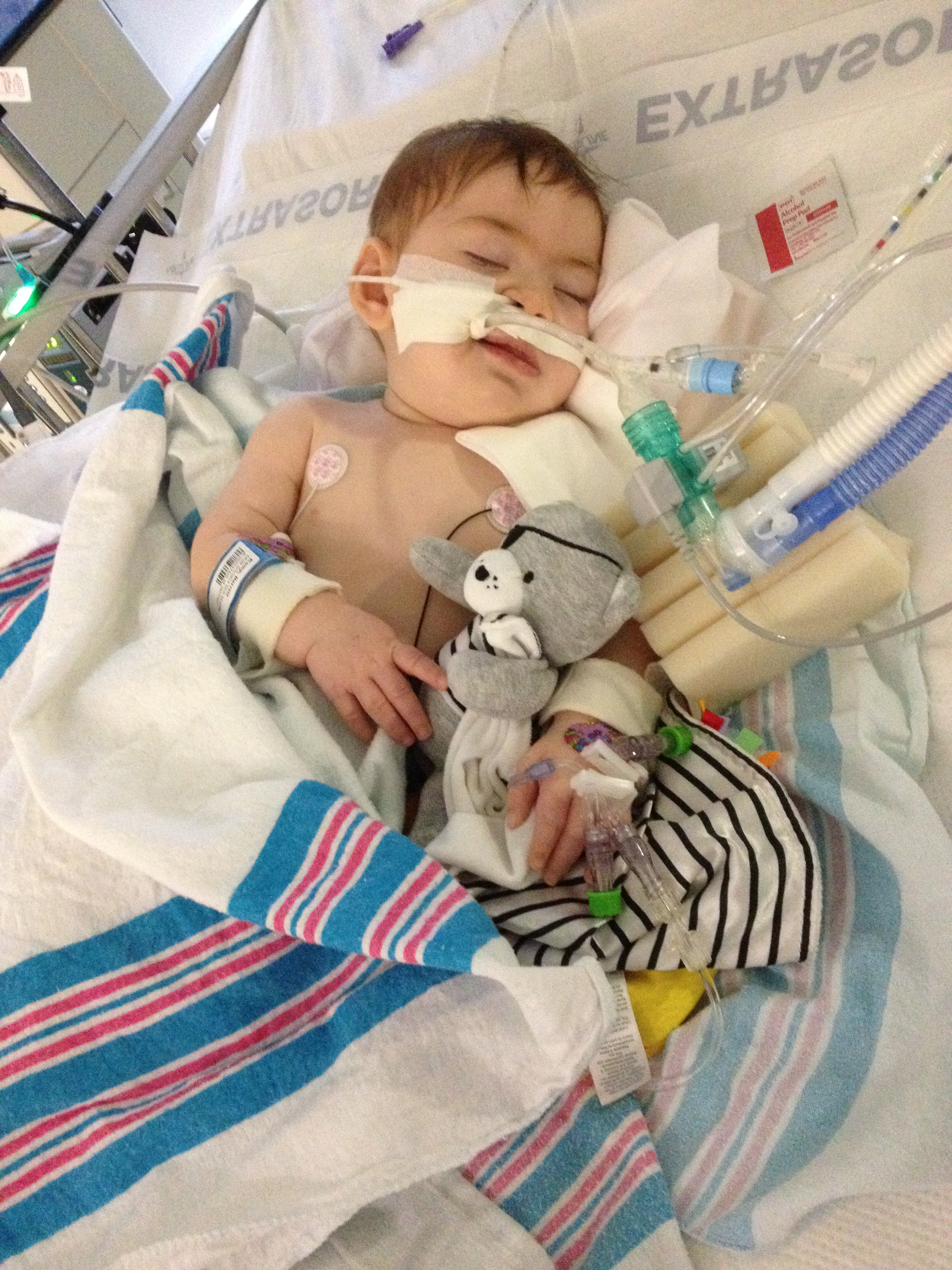
Botulismo infantile

Segni e sintomi del botulismo alimentare sono:
- xerostomia
- vomito
- nausea
- dolori allo stomaco
- diarrea
- ritenzione urinaria

Sintomi del botulismo infantile sono:
- costipazione
- difficoltà nell'alimentarsi
- palpebre cadenti
- pupille poco reattive
- ridotte espressioni facciali
- pianto debole che suona diverso dal normale

Nel caso del botulismo alimentare i sintomi si presentano generalmente in un arco temporale che va da poche ore (6 ore) a oltre una settimana dopo il consumo dell’alimento contaminato (15 giorni). Tuttavia, nei casi di botulismo alimentare che si verificano in Italia la sintomatologia compare mediamente nell’arco di 24-72 ore. Prima compaiono i sintomi più severa sarà la malattia.
Nelle forme più gravi si assiste all’insufficienza respiratoria che può avere esito fatale per blocco della conduzione nervosa ai muscoli responsabili della respirazione. La sintomatologia ha una progressione simmetrica, ovvero interessa sia l’emisfero destro che quello sinistro del corpo, discendente, parte dalla testa, al collo, al torace, fino alla paralisi degli arti, e si manifesta con una paralisi flaccida.

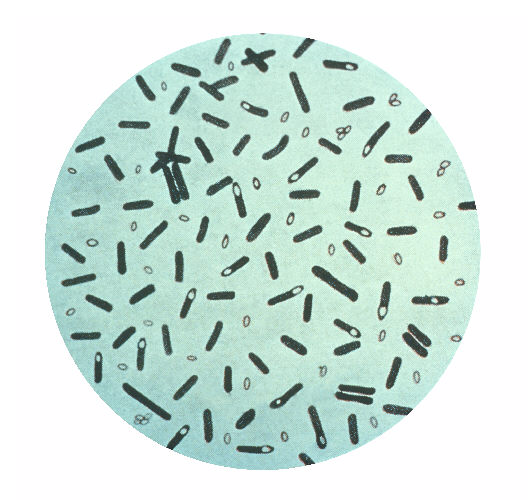
Clostridium botulinum

### Esami di laboratorio e strumentali
La diagnosi di laboratorio consiste nella ricerca delle tossine botuliniche nel sangue, nelle feci e nei residui alimentari consumati dal paziente, nonché nella determinazione dei clostridi produttori di tossine botuliniche nelle feci e nei residui alimentari. Possono essere di supporto alla diagnosi alcuni test strumentali come l’elettromiografia. Le analisi biochimiche e cliniche generalmente non danno risposte suggestive.

### Diagnosi differenziale
Soprattutto all’esordio,  può essere confusa con altre patologie a carico del sistema nervoso come la sindrome di Guillain-Barrè, miastenia gravis, sindrome di Eaton Lambert, paralisi provocata da zecche, avvelenamento da biotossine presenti nei mitili, poliomielite e ictus. Il sospetto diagnostico formulato dal medico, per poter diventare diagnosi definitiva deve essere confermato in laboratorio.

## Trattamento

### Trattamento farmacologico
La terapia specifica consiste nella somministrazione di un siero iperimmune (antitossina eptavalente equina da A a G) che deve essere somministrato il prima possibile, senza attendere gli esiti della diagnosi di laboratorio e in ambiente controllato. Pertanto il paziente necessita del ricovero ospedaliero, possibilmente in terapia intensiva.

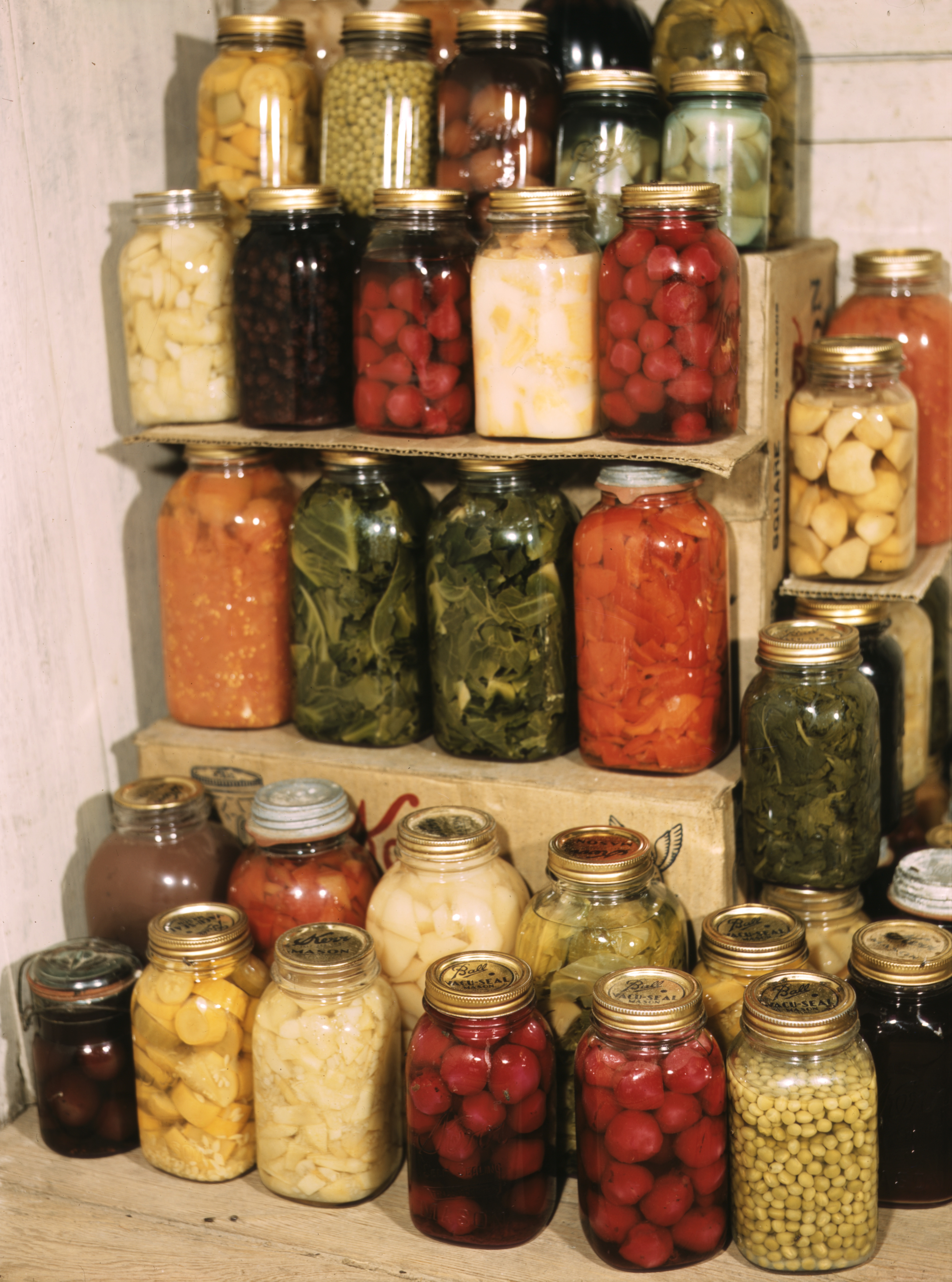
Conserve

In Italia, l’antidoto è stato incluso nella scorta nazionale antidoti e può essere distribuito in tutto il territorio nazionale nell’arco di poche ore, previa richiesta motivata al Ministero della Salute.
Negli Stati Uniti l'antitossina botulinica è disponibile gratuitamente a seguito di segnalazione medica al governo federale. I vari dipartimenti della salute e il CDC forniscono consulenza medica d'emergenza 24 ore su 24 e facilitano la distribuzione dell'antitossina per il trattamento delle forme di botulismo non infantili per cui interviene invece il California Department of Public Health Infant Botulism Treatment and Prevention Program.

### Prognosi
La maggior parte dei pazienti va incontro a guarigione dopo settimane o mesi di terapia di supporto. I pazienti in cui si presentano sintomi respiratori gravi possono anche andare incontro alla morte.

## Prevenzione
Dal momento che le spore dei clostridi produttori di tossine botuliniche sono ubiquitarie, possono contaminare anche gli alimenti e le materie prime di partenza. Dal momento che una delle condizioni imprescindibili affinché le spore siano in grado di svilupparsi è l’assenza di ossigeno, gli alimenti freschi (insalata, pane, pasta, ecc.) non sono a rischio. Sono a rischio, invece, le conserve e le semi-conserve non acide (pH > 4,5) o che non hanno subito trattamenti di acidificazione/fermentazione. Le conserve di produzione industriale generalmente non sono pericolose perché le tecnologie di produzione sono ben standardizzate e consentono il controllo dello sviluppo e della tossinogenesi dei clostridi produttori di tossine botuliniche.
Il botulismo alimentare è prevenibile prendendo le accurate cautele nel preparare il cibo, specialmente le conserve e i cibi in scatola. Particolare attenzione deve essere posta alla preparazione di cibi con poca acidità (vegetali, fichi, carni, pollame, pesci, frutti di mare e alcune varietà di pomodori).

## Legislazione
Il C. botulinum è inserito nell'elenco delle zoonosi e degli agenti zoonotici da sottoporre a sorveglianza in funzione della situazione epidemiologica del Decreto Legislativo  191 del 4 aprile 2006 “Attuazione della direttiva 2003/99/CE sulle misure di sorveglianza delle zoonosi e degli agenti zoonotici”.